# Victor Roman (politician)
Victor Roman (n. 11 noiembrie 1959, Păunești, România) este un politician român, deputat în Parlamentul României în mandatul 2012-2016 din partea PSD Vrancea. În decembrie 2024, a omorât un om pe care susține că l-a confundat cu un mistreț, fiind judecat în libertate pentru omor din culpă.